# Clausola compromissoria
La clausola compromissoria, in diritto italiano, è una clausola che permette la devoluzione a soggetti, in qualità di arbitri, delle possibili e/o eventuali controversie derivanti dal contratto nel quale è contenuta. 
Essa ad esempio è strettamente inerente all'arbitrato.

## Caratteristiche
La clausola compromissoria è una clausola indipendente; ciò significa che essa non viene intaccata dalla nullità del contratto. In altre parole: se il contratto è nullo la clausola compromissoria rimane valida ed efficace.
La clausola compromissoria (ai sensi dell'art. 1341 e 1342 comma 2º del codice civile italiano) è vessatoria se prevista nei contratti predisposti unilateralmente (ossia solo una delle due parti predispone il contratto e le sue clausole) oppure nei contratti redatti utilizzando moduli o formulari (i moduli o i formulari sono delle bozze di contratto spesso utilizzate da imprese ed enti, che vengono pedissequamente copiate di volta in volta per un numero indefinito di contratti).
Un esempio noto di clausola compromissoria è quella utilizzata dalle federazioni sportive (ad esempio la FIGC): all'atto del tesseramento, i tesserati rinunciano ad adire la giustizia ordinaria per tutte le controversie inerenti all'attività sportiva, rimettendosi al giudizio degli organi competenti della federazione stessa (giudice sportivo).
Ove la clausola compromissoria sia contenuta in un contratto tra parti domiciliate in paesi diversi non risulteranno applicabili le disposizioni sulla vessatorietà della clausola stessa in quanto derogate direttamente dalla Convenzione di Ginevra sull'arbitrato Commerciale Internazionale del 1961 (arbitrato internazionale).

## Nelle controversie societarie
«Gli atti costitutivi delle società, ad eccezione di quelle che fanno ricorso al mercato del capitale di rischio, [...] possono, mediante clausole compromissorie, prevedere la devoluzione ad arbitri di alcune ovvero di tutte le controversie insorgenti tra i soci ovvero tra i soci e la società che abbiano ad oggetto diritti disponibili relativi al rapporto sociale.» (art. 34 co. 1 del Decreto Legislativo n°5 del 17 gennaio 2003).
La domanda di arbitrato proposta dalla società o nei suoi confronti deve essere depositata presso il registro delle imprese (art. 2188 c.c.). Fino alla prima udienza è ammesso sia l'intervento di terzi (art. 105 c.p.c), sia l'intervento di altri soci (artt. 106 e 107 c.p.c.). Seppur, in questo caso, non è applicabile l'art 819 c.p.c. (che prevede in capo agli arbitri il potere di risolvere le questioni rilevanti per la decisione, nonché le questioni pregiudiziali), il lodo è sempre impugnabile a norma degli artt. 829 e 831 c.p.c.
Il lodo, e ciò che in esso viene statuito, è vincolante per la società.
Nell'ambito processuale civile, la clausola compromissoria è presa in considerazione anche per quel che attiene al cosiddetto rito societario, disciplinato dall'ormai quasi totalmente abrogato (ad opera della legge 69/2009) D.Lgs. 17/01/2003 n°5, del quale rimangono ancora in vigore proprio, (ma non solo), gli articoli 34, 35, 36, 37, 38, 39 e 40 che si occupano dell'arbitrato e della conciliazione stragiudiziale.

## La conciliazione stragiudiziale
«Gli enti pubblici o privati, che diano garanzie di serietà ed efficienza, sono abilitati a costituire organismi deputati, su istanza della parte interessata, a gestire un tentativo di conciliazione delle controversie nelle materie di cui all'articolo 1 del presente decreto. Tali organismi debbono essere iscritti in un apposito registro tenuto presso il Ministero della Giustizia.» (art. 38 co. 1 del Decreto Legislativo n°5 del 17 gennaio 2003).
Il procedimento di conciliazione viene disciplinato mediante regolamento del Ministro della Giustizia. Tale iter deve garantire la riservatezza e le modalità di nomina del conciliatore per conservarne integra l'imparzialità. se le parti lo richiedono, ove non si sia raggiunto un accordo, il procedimento si conclude con una proposta del conciliatore rispetto alla quale, ciascuna parte, dovrà prendere una posizione definitiva e indicare le eventuali ulteriori condizioni secondo le quali sia disposta a conciliare la controversia. Di ciò il conciliatore da atto nel suo verbale di fallita conciliazione, in cui indica anche le ragioni dell'eventuale mancata adesione di una parte alla proposta. Le dichiarazioni rese non possono essere utilizzate in un giudizio eventualmente proposto a seguito della fallita conciliazione né possono fondare alcuna prova testimoniale. L'istanza di conciliazione produce sulla prescrizione i medesimi effetti della domanda giudiziale. Il giudice può altresì escludere la ripetizione delle spese per il vincitore che abbia rifiutato la conciliazione e condannarlo persino al rimborso delle spese.
Se durante un giudizio si scopre che il tentativo di conciliazione non sia stato previamente esperito, il giudice, su istanza della parte interessata, ordina la sospensione del processo pendente dinanzi a lui, fissando un termine da 30 a 60 giorni per il deposito dell'istanza di conciliazione davanti ad un organismo di conciliazione. Se non viene rispettato il termine fissato, il processo può essere riassunto su istanza della parte interessata.

## Nei contratti di lavoro
Le clausole compromissorie possono essere contenute nei contratti individuali di assunzione, e certificate da apposite commissioni che devono accertare l'effettiva volontarietà delle parti al momento della stipula.
Il Collegato Lavoro è la prima legge a introdurre le clausole compromissorie nell'ordinamento italiano. A seguito del rinvio alle Camere e dell'intervento diretto di Napolitano, è stata vietata la firma delle clausole primaché sia trascorso un mese dall'assunzione definitiva del lavoratore, ed è stato escluso il tema dell'interruzione del rapporto di lavoro. 
Le clausole possono essere impugnate a critica vincolata secondo i casi previsti dal codice civile per la generalità dei contratti, senza profili di censura specifici per l'ambito giuslavoristico: non è prevista la possibilità di impugnazione per atti di trasferimento di sede e/o azienda, anche all'estero, ritenuti discriminatori (per età, sesso, convinzioni personali) o di rappresaglia (verso l'attività sindacale, o il rifiuto di eseguire disposizioni in contrasto con le leggi italiane). Lo Statuto dei Lavoratori prevede (art. 15) la nullità degli atti o patti discriminatori, estesa in seguito anche ai dirigenti e alle aziende di qualsiasi dimensione -per il licenziamento e tutti gli altri casi-, non comprende tuttavia la nullità degli atti o patti che limitano concretamente l'esercizio di questi diritti, come la possibilità di azione in giudizio al verificarsi di episodi discriminatori.
Non sono nulle le clasuole compromissorie che derogano i contratti collettivi nazionali di lavoro, o che al limite escludono l'applicazione in azienda di un qualsiasi contratto collettivo. 

Il primo caso di questo tipo è rappresentato dall'esternalizzazione dei lavoratori nello stabilimento FIAT di Pomigliano alla società "Fabbrica Italia", che non applica alcun contratto nazionale.
L'introduzione delle clausole compromissorie ha sollevato problemi di costituzionalità perché i lavoratori sarebbero l'unica categoria di persone distolte dal giudice naturale precostituito per legge -il giudice del lavoro in favore degli arbitri-, e cui è limitata a vita la libertà di azione in giudizio e il diritto di difesa, in merito alle questioni giuslavoristiche. 

L'arbitrato può diventare l'unico strumento di risoluzione delle controversie ed è tenuto a decidere secondo equità, nel rispetto dei soli principi generali dell'ordinamento. In questo modo, le decisioni arbitrali diventano una fonte del diritto e della giurisprudenza legittimata all'interpretazione delle norme giuslavoristiche secondo equità, e si riconosce un ruolo così rilevante, proprio in merito alla garanzia del diritto del lavoro cui la Costituzione dedica una speciale tutela, a una forma di giustizia privata, l'arbitrato, che non è una magistratura, non svolge una funzione giurisdizionale, e non ha nessun riconoscimento nella Carta (non è menzionata).

## Un caso particolare: la clausola testamentaria di arbitrato
La clausola arbitrale testamentaria differisce dalla clausola compromissoria tradizionale, che richiede un accordo bilaterale tra le parti. Nel contesto testamentario, invece, è il solo testatore a disporre unilateralmente che le controversie ereditarie vengano risolte tramite arbitrato. Mentre la clausola compromissoria ordinaria si basa sul consenso di entrambe le parti in anticipo rispetto alla disputa, la clausola arbitrale testamentaria è un atto unilaterale che gli eredi accettano solo in seguito, accettando l’eredità stessa. Per questo, sebbene condivida con la clausola compromissoria l'obiettivo di destinare le controversie ad arbitri, l'arbitrato testamentario non richiede l'accordo preventivo tra i futuri eredi o legatari.